# Киркланд Лејк
Киркланд Лејк (енгл. Kirkland Lake) је градић у Канади у покрајини Онтарио. Према резултатима пописа 2011. у граду је живело 8.133 становника.

## Становништво
Према резултатима пописа становништва из 2011. у граду је живело 8.133 становника, што је за 1,4% мање у односу на попис из 2006. када је регистровано 8.248 житеља.
| 2006. | 2011. | 2016. |
| ----- | ----- | ----- |
| 8.248 | 8.133 | 7.981 |